# Верджин-Айлендс-Корал-Риф
Ве́рджин-А́йлендс-Ко́рал-Риф (англ. Virgin Islands Coral Reef National Monument) — национальный монумент США на территории Американских Виргинских Островов, расположенный в районе острова Сент-Джон. Создан 17 января 2001 года. Площадь — 51 км².

## Описание
Благодаря чистой воде вокруг острова Сент-Джон, здесь проживают сообщества разнообразных коралловых рифов. Здоровье этих рифов тесно связано с состоянием составляющих их организмов, а также морского окружения: песчаное дно, заросли водорослей, мангровые леса. Парк был создан для обеспечения большей защиты коралловых рифов.